# 哈桑·侯赛尼
哈桑·侯赛尼（1990年10月26日—），是一名科威特举重运动员，身高1.78米。2010年，在广州亚运会中以280千克获得男子105公斤以上级举重第11名。